# حسین نوری همدانی
حسین نوری همدانی (زادهٔ ۱ فروردین ۱۳۰۴ در همدان)، روحانی اهل ایران و از مراجع تقلید شیعه است. نوری همدانی را «روحانی تندرو» می‌نامند که مخالفت شدید خود را با صوفیان و دراویش، یهودیان، بهائیان و نواندیشانی همچون عبدالکریم سروش و کنوانسیون‌های سازمان ملل متحد در زمینه رفع انواع تبعیض علیه زنان ابراز کرده‌ است.

## دیدگاه‌ها
از جمله دیدگاه‌های گزارش شدهٔ وی این است که ایران «باید دانشگاه‌ها را از اساتید ضداسلام و ملحد پاکسازی کند.» در سپتامبر ۲۰۰۶، وی خواستار مقابله با گروه‌های درویش در قم شد. او همچنین فتوایی علیه حضور زنان در ورزشگاه‌ها صادر کرد. در اوایل سال ۲۰۰۸، او چیزی را که برخی تهدید ضمنی مرگ علیه روشنفکر ایرانی عبدالکریم سروش می‌دانند، صادر کرد، و گفت: «نوشته‌های سروش بدتر از نوشته‌های سلمان رشدی است» و «نظریه‌های مذهبی عبدالکریم سروش ریشه‌های نبوت، قرآن و مکاشفات مقدس را تضعیف کرده‌است».
در ارتباط با تصویب لایحه عضویت ایران در کنوانسیون ملل متحد در خصوص منع تبعیض علیه زنان (CEDAW) توسط قانونگذار ایران، ایسنا گزارش داد که نوری همدانی در ۲ اوت ۲۰۰۳ بیانیه ای صادر کرد و این کنوانسیون را «فاجعه‌بار و غم‌انگیز و همچنین یک ترفند غربی و آمریکایی برای آسیب رساندن به اسلام». به گفته وی، وقتی این کنوانسیون به قم آورده شد، همه مراجع دینی با آن مخالف اسلام بودند.
وی همچنین در شهریور ۱۴۰۰ در اظهار نظری گفته بود: استفاده از دخانیات قاچاق «غیرجائز» است.

## تحصیلات
وی ادبیات فارسی، گلستان سعدی، انشا، ترسل نصاب تا معالم الاصول را نزد پدر آموخت. از سال ۱۳۲۱ به مدت یک و نیم سال در مدرسه آخوند همدانی تحصیل کرد و سپس به قم عزیمت نمود. وی حدود ۱۵ سال در تمام درس‌های سید حسین بروجردی، حدود ۱۲ سال در درس فقه و اصول سید محمد محقق داماد، پنج سال در درس اسفار سیدمحمد حسین طباطبائی شرکت کرد.
نحوه آشنایی او با سید روح‌الله خمینی به سال ۱۳۶۲ه‍.ق) و درس اخلاق وی برمی‌گردد.

## فعالیت‌ها
- او از بدو ورود به حوزه علمیه قم همزمان با تحصیل، تدریس را نیز آغاز کرد و در موضوعات مختلف فقهی، اصولی، کلامی، اخلاقی و … شاگردان زیادی پرورش داد.
- فرستاده سید روح‌الله خمینی به کردستان در هفته اول انقلاب[۱۰]
- نماینده سید روح‌الله خمینی در رسیدگی به امور دانشجویان ایرانی مقیم اروپا[۱۱]
- فرستاده سید روح‌الله خمینی به هند و پاکستان[۱۲]
- سید حسین موسوی تبریزی، دادستان کل انقلاب در زمان سید روح‌الله خمینی و نماینده سه دوره مجلس، داماد اوست.[نیازمند منبع]

### نظر دربارهٔ عزاداری محرم در دوران کرونا
نوری همدانی با اشاره به صحبت خمینی که گفت: «ما هر چه داریم از محرم و صفر است»، عزاداری را در چارچوب اجرای دستورهای مسئولان متدین و متعهد ستاد کرونا اقامه می‌کنیم را تأیید کرد. این در حالی است که مسئولان وزارت بهداشت بر اوج گرفتن دوباره شیوع کرونا و اینکه شیوه نامه‌ها جلوی گسترش بیماری را در مراسم محرم نمی‌گیرد، تأکید کردند.

## استادان
- سید محمد محقق داماد
- سید محمدحسین طباطبائی
- سید حسین بروجردی
- سید روح‌الله خمینی

## تالیفات
حسین نوری همدانی در موضوعات مختلف از جمله فقه، اصول، اعتقادات و مسائل اجتماعی، تألیفات فراوانی دارد که به برخی از آنها اشاره می‌شود:
رساله توضیح المسائل: این کتاب مجموع فتواهای نوری همدانی دربارهٔ موضوعاتی چون تقلید، طهارت، نماز، روزه و حج است.
معجم الرواة الثقات و ترتیب الطبقات: کتابی دربارهٔ علم رجال که در آن راویان ثقه، طبقه راویان و تعداد روایت آنها بیان شده‌است.
الخمس فی ضوء مدرسة أهل بیت علیهم السلام: دربارهٔ خمس، احکام خمس و موارد مصرف آن توضیح داده شده‌است.
اسلام مُجسم: دربارهٔ علم و روش‌های کسب آن بوده و سرگذشت برخی از علمای بزرگ شیعه از جمله سید محمد مجاهد، سید محمدباقر شَفتی، میرزای شیرازی، سید جمال الدین اسدآبادی و علامه امینی بیان می‌کند. این کتاب به نام علمای بزرگ اسلام نیز شهرت یافته‌است.
جهاد: کتابی حاوی فضیلت، عواقب ترک، روش‌های جهاد که در آن به جهاد از نگاه روایات و قرآن نیز پرداخته شده‌است.
انسان و جهان: موضوع این کتاب خداشناسی با توجه به شگفتی‌های جهان آفرینش است.
دانش عصر فضا: حاوی مباحثی چون علم نجوم و وضعیت ستارگان است.
ربا: در این کتاب به مسائل مال ربوی و همچنین روش‌های حفظ ارزش پول اشاره شده‌است.
التعلیقات علی کتاب العروة الوثقی: حاوی برخی نظرات شخصی نوری همدانی دربارهٔ متن کتاب العروة الوثقی است.
وی همچنین دربارهٔ موضوعات دیگری چون جایگاه بانوان در اسلام، اقتصاد اسلامی، آمادگی رزمی، خمس، اخلاق و عرفان به نگارش درآورده و دو جلد از مجمع البیان را ترجمه کرده‌است.